# Gayle Lynds
Gayle Lynds är en amerikansk författare av spänningsromaner, företrädesvis spionromaner.
Lynds karriär började vid tidningen The Arizona Republic som reporter. Senare fick hon jobb med vid en statlig tankesmedja. Vid den tiden började hon skriva noveller som publicerades i diverse tidningar och samtidigt började hon också skriva romaner i Nick Carter- och Mack Bolan-serierna. Hon skrev även ett par böcker i ungdomsdeckarserien Tre deckares uppföljarserie "Crimebusters"under namnet G.H. Stone.
Den första roman som utgavs under hennes eget namn var Masquerade (1996). Den har följts av en rad spionromaner, bland annat Mosaic (1998) som utsågs till årets thriller av Romantic Times, The Last Spymaster (2006) som utsågs till bästa roman av American Authors Association och MIlitary Writers Society of America.
Tillsammans med Robert Ludlum skapade hon bokserien Covert-One och skrev tre av böckerna i serien. En av dem, The Hades Factor har filmats som miniserie. 
Lynds är medlem i Association for Intelligence Officers och 2004 grundade hon, tillsammans med David Morrell, International Thriller Writers.
Hon var gift med Dennis Lynds till dennes död 2005.